# Nuncjusze apostolscy w Mołdawii
Nuncjusz apostolski w Mołdawii jest najwyższym przedstawicielem dyplomatycznym Stolicy Apostolskiej w Mołdawii. Stanowisko to zostało utworzone w styczniu 1994 roku, decyzją papieża Jana Pawła II. W Kiszyniowe nie ma jak dotąd nuncjatury. Zamiast tego Mołdawia jest krajem dodatkowej akredytacji dla nuncjuszy działających w innych krajach. W latach 1994–2003 funkcję tę wypełniał nuncjusz na Węgrzech, zaś od 2003 przejął ją nuncjusz w Rumunii.

## Nuncjusze
| lp. | lata      | nuncjusz                | kraj pochodzenia |
| --- | --------- | ----------------------- | ---------------- |
| 1   | 1994–1997 | Angelo Acerbi           | Włochy           |
| 2   | 1997–2003 | Karl-Josef Rauber       | Niemcy           |
| 3   | 2003–2007 | Jean-Claude Périsset    | Szwajcaria       |
| 4   | 2007–     | Francisco-Javier Lozano | Hiszpania        |